# Картерсвил (Џорџија)
Картерсвил (Џорџија) (енгл. Cartersville) град је у америчкој савезној држави Џорџија. По попису становништва из 2010. у њему је живело 19.731 становника.

## Демографија
Према попису становништва из 2010. у граду је живело 19.731 становника, што је 3.806 (23,9%) становника више него 2000. године.
| Група             | 2000.          | 2010.          |
| Белци             | 11.758 (73,8%) | 13.003 (65,9%) |
| Афроамериканци    | 2.714 (17,0%)  | 3.648 (18,5%)  |
| Азијати           | 131 (0,8%)     | 206 (1,0%)     |
| Хиспаноамериканци | 1.160 (7,3%)   | 2.505 (12,7%)  |
| Укупно            | 15.925         | 19.731         |